# Platygobiopsis
A Platygobiopsis a csontos halak (Osteichthyes) főosztályának a sugarasúszójú halak (Actinopterygii) osztályába, ezen belül a sügéralakúak (Perciformes) rendjébe, a gébfélék (Gobiidae) családjába és a Gobiinae alcsaládjába tartozó nem.

## Rendszerezés
A nembe az alábbi 3 faj tartozik:
- Platygobiopsis akihito Springer & Randall, 1992 - típusfaj
- Platygobiopsis dispar Prokofiev, 2008
- Platygobiopsis tansei Okiyama, 2008